# Canadair CF-104 Starfighter
El Canadair CF-104 Starfighter (CF-111, CL-90) fue una versión modificada del Lockheed F-104 Starfighter construido bajo licencia en  Canadá por Canadair. Sirvió con la Fuerza Aérea Real Canadiense (RCAF) y después con las Fuerzas Canadienses hasta que fue remplazado por el McDonnell Douglas CF-18 Hornet.

## Diseño y desarrollo
A fines de la década de 1950, Canadá redefinió su papel en la Organización del Tratado del Atlántico Norte (OTAN) con un compromiso con una misión de ataque nuclear. Al mismo tiempo, el RCAF comenzó a considerar un reemplazo para la serie Canadair F-86 Sabre que había sido utilizada como un luchador de la OTAN. Una competencia internacional de caza involucró a los tipos actuales en servicio y desarrollo, incluyendo Blackburn Buccaneer, Dassault Mirage IIIC, Fiat G.91, Grumman Super Tiger, Lockheed F-104G Starfighter, Northrop N-156 y Republic F-105 Thunderchief. Aunque el RCAF había preferido el F-105 Thunderchief equipado con un motor Avro Canada Orenda Iroquois, la opción de un avión de reconocimiento de huelga giró en torno al costo y la capacidad.
Un requisito del gobierno canadiense para la fabricación de una licencia también favoreció la propuesta de Lockheed debido a una colaboración con Canadair con sede en Montreal. El 14 de agosto de 1959, Canadair fue seleccionado para fabricar 200 aviones para el RCAF bajo licencia de Lockheed. Además, Canadair fue contratado para fabricar conjuntos de alas, conjuntos de cola y secciones de fuselaje trasero para 66 F-104G construidos con Lockheed destinados a la Fuerza Aérea de Alemania Occidental.
La designación interna de Canadair era CL-90, mientras que la versión de RCAF se designó inicialmente como CF-111, luego se cambió a CF-104. Aunque básicamente similar al F-104G, el CF-104 fue optimizado para el rol de ataque nuclear / reconocimiento, equipado con un equipo NASARR R-24A dedicado al modo aire-tierra solo, así como también con una unidad de reconocimiento ventral Equipado con cuatro cámaras Vinten. Otras diferencias incluyeron la retención de la sonda de reabastecimiento de combustible extraíble, la eliminación inicial del cañón M61A1 de 20 mm (.79 in) montado en el fuselaje (reemplazado por una celda de combustible adicional) y los miembros del tren de rodaje principal están equipados con resortes líquidos de carrera más larga y neumáticos más grandes. El primer vuelo de un CF-104 de fabricación canadiense (s / n 12701) se realizó el 26 de mayo de 1961. La producción del Canadair CF-104 fue de 200 aviones con 140 F-104G adicionales producidos para Lockheed.

## Historia Operacional
El CF-104 entró en servicio canadiense en marzo de 1962. Originalmente diseñado como un avión interceptor supersónico, fue utilizado principalmente para ataques de bajo nivel y reconocimiento por parte de la RCAF. Ocho escuadrones CF-104 estaban originalmente estacionados en Europa como parte del compromiso de la OTAN de Canadá. Esto se redujo a seis en 1967, con una reducción adicional a tres escuadrones en 1970. Hasta 1971, esto incluía un rol de ataque nuclear en el que se verían aviones canadienses armados con armas nucleares suministradas por Estados Unidos en caso de conflicto con las fuerzas del Pacto de Varsovia. Durante su vida útil, el CF-104 llevó las armas nucleares B-28, B-43 y B-57.
Cuando la CAF suspendió posteriormente el papel de ataque / reconocimiento para el ataque convencional, el M61A1 se reajustó, junto con las bombas de "hierro" de los Estados Unidos Snakeye, las bombas británicas BL755 y las vainas de cohetes CRV-7 diseñadas por el canadiense. Aunque los pilotos canadienses practicaban tácticas de combate aéreo, los misiles AW-9 Sidewinder nunca fueron operados por los cazas estelares canadienses (sin embargo, los ejemplos proporcionados a otras fuerzas aéreas, como Noruega y Dinamarca, sí llevaron a los Sidewinders en una estación central de doble riel y los rieles de punta de ala). El CF-104D de dos plazas normalmente no llevaba ningún armamento, excepto un dispensador central de bombas de práctica.
Hubo 110 accidentes de clase A en los 25 años en que Canadá operó el CF-104, lo que resultó en 37 muertes de pilotos. La mayoría de estos se encontraban en la primera parte del programa, centrándose en problemas de dentición. De los 110 accidentes de clase A, 21 se atribuyeron a daños por objetos extraños (14 de los cuales fueron aves), 14 se debieron a fallas en el motor del vuelo, 6 se debieron a mantenimiento defectuoso, 9 se debieron a colisiones aéreas. 32 golpeó el suelo volando a bajo nivel en condiciones climáticas adversas. De las 37 muertes, 4 fueron claramente atribuibles a fallas en los sistemas, todas las demás fueron atribuibles a alguna forma de falta de atención del piloto.
La tasa de accidentes del 104 se compara favorablemente con su predecesora, el F-86 Sabre. En solo 12 años de operación, el F-86 tuvo 282 accidentes clase A con una pérdida de 112 pilotos. El Sabre también era un avión más simple y normalmente volaba a mayor altitud.
El CF-104 fue apodado el "Widowmaker" por la prensa pero no por los pilotos y tripulaciones de la aeronave. David Bashow dice en la página 92 de su libro "Nunca escuché a un piloto llamarlo Widowmaker". Sam Firth está citado en la página 93 en el libro de Bashow "Nunca escuché a una sola persona que volara, mantuviera, controlara o vigilara a esa aeronave de cualquier fuerza (y eso incluye a la Luftwaffe) llamándola Widwmaker". Los pilotos se referían a él, en broma, como el "Tubo de muerte de aluminio", "El dardo del césped" y "El falo volador", pero generalmente lo llamaban el 104 (uno oh cuatro) o el caza estelar.
Las carreras de ataque de bajo nivel en el CF-104 se realizaron visualmente a 100 pies AGL y a velocidades de hasta 600 kn. Las maniobras evasivas de bajo nivel podrían aumentar las velocidades a supersónicas.
El CF-104 fue muy difícil de atacar debido a su pequeño tamaño, velocidad y capacidad de baja altitud. Dave Jurkowski, expiloto del CF-104 y CF-18 se cita "Debido a nuestras operaciones de velocidad, tamaño y nivel inferior, ningún piloto canadiense de Zipper fue 'derribado' por amenazas aéreas o terrestres en los tres Ejercicios de Bandera Roja en los cuales nosotros participamos ".
El CF-104 fue muy exitoso en los ejercicios operacionales realizados por la OTAN. Los canadienses participaron por primera vez en la reunión de AFCENT Tactical Weapons en 1964 y lo hicieron todos los años después de eso. Este encuentro fue una competencia entre escuadrones de Bélgica, Francia, Alemania, Estados Unidos, Gran Bretaña y los Países Bajos. Las puntuaciones se basaron en varios factores. Precisión de la bomba, tiempo en el objetivo, navegación, planificación de la misión y capacidad de servicio de la aeronave. Los pilotos fueron elegidos al azar de los diversos escuadrones para representar con precisión las capacidades operativas.

### AFCENT Tactical Weapons Meet (era de la huelga)
- 1964: (primera participación) El mejor equipo fue para los 2 canadienses que participaron.
- 1965: Best Nation fue para los canadienses, la mejor puntuación individual fue para F / L Frioult de 427.
- 1966: RCAF fue la segunda mejor nación, la puntuación individual más alta fue para F / L Morion de 421.
- 1967: el mejor equipo de RCAF, McCallum y Rozdeba recibieron premios
- 1968: Segundo Mejor Equipo (427)
- 1970: los canadienses quedaron primero en huelga.

### AFCENT Tactical Weapons Meet (era de ataque)
Horario bienal.
- 1974: (primera participación) Piloto de ataque superior canadiense Larry Crabb
- 1976: 1CAG - La nación con mayor puntuación.
- 1978: La reunión se renombró como Tactical Air Meet. La puntuación se vio empañada por disputas y anunció un empate.
- 1980: Los canadienses hicieron "bien".
- 1982 en adelante: la reunión se cambió a una configuración no competitiva.

### Royal flush
Una competición para los escuadrones del Recce. Los canadienses participaron por primera vez en 1966 y lograron los siguientes premios:
- 1968: primer lugar

- 1969: Primer y Segundo lugar (441, 439)

- 1970: 439 ganaron la competición del día. (Canadá no tenía equipo de IR)

### Tiger Meet
Una competición entre escuadrones de la OTAN con mascotas de gatos.
- 1979: Trofeo Tigre de Plata
- 1981: Trofeo Tigre de Plata
- 1985: Trofeo Tigre de Plata

A fines de la década de 1970, se lanzó el programa New Fighter Aircraft para encontrar un reemplazo adecuado para el CF-104, así como el McDonnell CF-101 Voodoo y el Canadair CF-5. El ganador de la competencia fue el CF-18 Hornet, que comenzó a reemplazar al CF-104 en 1982. Todas las CF-104 fueron retiradas del servicio por las Fuerzas Canadienses en 1987, y la mayoría de los aviones restantes fueron entregados a Turquía.

## Variantes
CF-104Versión cazabombardero de un asiento para la RCAF.
CF-104DVersión de entrenamiento de dos asientos para la RCAF.

## Operadores
| Canadá - Fuerza Aérea Real Canadiense - Fuerzas Canadienses - Escuadrón n.º 417 RCAF - Escuadrón n.º 421 RCAF - Escuadrón n.º 422 RCAF - Escuadrón n.º 427 RCAF - Escuadrón n.º 430 RCAF - Escuadrón n.º 434 RCAF - Escuadrón n.º 439 RCAF - Escuadrón n.º 441 RCAF - Escuadrón n.º 444 RCAF | Dinamarca - Fuerza Aérea de Dinamarca - La Fuerza Aérea de Dinamarca operó 15 CF-104 y 7 CF-104D. Noruega - Real Fuerza Aérea Noruega - La Fuerza Aérea Real Noruega operó 22 CF-104 y 3 CF-104D. Turquía - Fuerza Aérea Turca - La Fuerza Aérea Turca operó 44 CF-104 y 6 CF-104D. |

## Accidentes notables
- El 22 de mayo de 1983, durante un espectáculo aéreo en la Base Aérea Rhein-Main, un Caza estelar canadiense CF-104 se estrelló en una carretera cercana, chocó contra un automóvil y mató a todos los pasajeros, una familia de cinco miembros de un vicario. El piloto fue capaz de expulsar.

## Especificaciones

### Características generales
- Tripulación: 1
- Longitud: 16,7 m (54,8 ft)
- Envergadura: 6,6 m (21,8 ft)
- Altura: 4,1 m (13,4 ft)
- Peso vacío: 6300 kg (13 885,2 lb)
- Peso cargado: 13 171 kg (29 028,9 lb)
- Planta motriz: 1× turborreactor con postcombustión Orenda J79-OEL-7.
  - Empuje normal: 44,5 kN (4536 kgf; 10 000 lbf) de empuje.
  - Empuje con postquemador: 70,3 kN (7167 kgf; 15 800 lbf) de empuje.

### Rendimiento
- Velocidad máxima operativa (Vno): 1146 km/h (712 MPH; 619 kt)
- Alcance: 1630 km (880 nmi; 1013 mi)
- Techo de vuelo: 15 240 m (50 000 ft)

### Armamento
- Cañones: 1× M61A1 Vulcan de 20 mm
- Bombas: Bombas externas
- Misiles: AIM-9 Sidewinder

### Desarrollos relacionados
- Lockheed F-104 Starfighter
- Aeritalia F-104S

### Aeronaves similares
- English Electric Lightning
- Sukhoi Su-15